# Schleswig-Holstein-Sonderburg-Wiesenburg

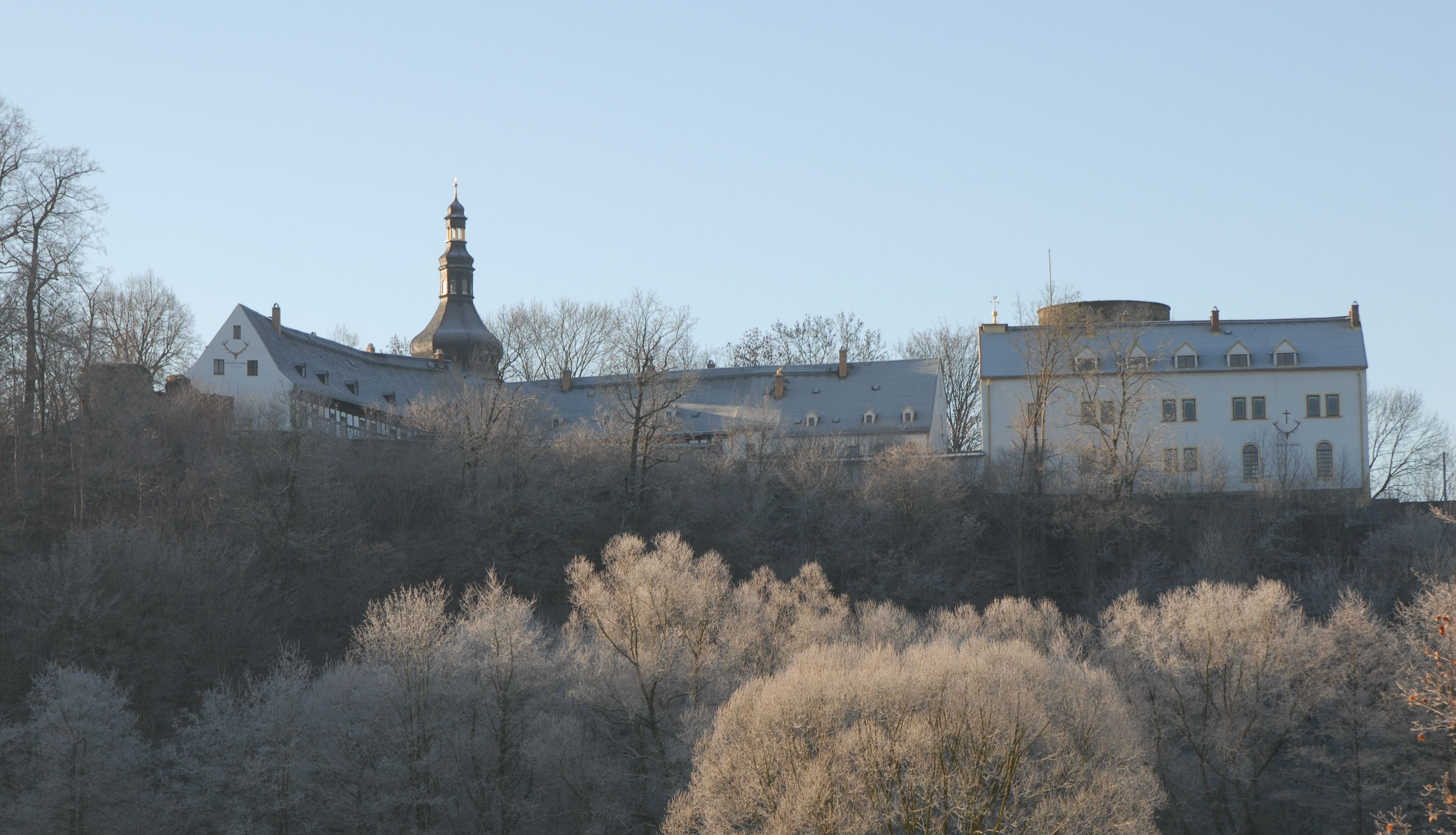
Schloss Wiesenburg in Sachsen, namensgebend für den herzoglichen Familienzweig

Das herzogliche Haus Schleswig-Holstein-Sonderburg-Wiesenburg war eine der vielen Nebenlinien des Hauses Schleswig-Holstein-Sonderburg. Die Familienmitglieder erhielten zwar den herzoglichen Titel und Rang, besaßen aber in Schleswig und Holstein lediglich Erbrechte und verfügten über keine souveränen Ländereien.

## Geschichte
Der Begründer der Linie war Philipp Ludwig (1620–1689). Er kaufte 1664 das Amt Wiesenburg (Erzgebirgischer Kreis) mit allen Dörfern von Johann Georg II. Kurfürst von Sachsen, allerdings ohne hoheitliche Privilegien.
Er investierte in den Bergbau um Schneeberg und Neustädtel. Was zunächst wie ein Fehlschlag aussah, machte aber in den 1670er Jahren sehr viel Gewinn, sodass Philipp Ludwig zu einem reichen Bergwerksunternehmer wurde. 1675 verkauft  Philipp Ludwig die von ihm renovierte Burg Wiesenburg mit dem Land für 100.000 Taler an seinen ältesten Sohn Friedrich (1651–1724). Dieser war kaiserlicher Generalleutnant in Ungarn. Philipp Ludwig kaufte sich nun (1686) Oberkotzau im Fränkischen von Christian Ernst von Brandenburg-Bayreuth, wo er auch starb.
Sein Sohn Friedrich führte eine sehr unglückliche Ehe mit Charlotte von Liegnitz-Brieg-Wohlau (1652–1707), die sich von ihm scheiden ließ. 1723 verkaufte er Wiesenburg an seinen einzigen Sohn Leopold (1674–1744). Schon kurz nach dem Tode von Herzog Friedrich verkaufte dieser es weiter. 1725 erwarb Friedrich August I. von Sachsen die Burg für 126.400 Taler. Herzog Leopold war zum Katholizismus konvertiert und mit Marie Elisabeth von und zu Liechtenstein (1683–1744) verheiratet. Er war Geheimer Kaiserlicher Rat und Ritter des Orden vom Goldenen Vlies (Nr. 648). Er hatte fünf Töchter und keinen männlichen Erben. Mit Herzog Leopold starb die Linie Schleswig-Holstein-Sonderburg-Wiesenburg aus.

## Liste der Herzöge
| Regierungszeit | Name                       | Bemerkung                                                                    |
| -------------- | -------------------------- | ---------------------------------------------------------------------------- |
| 1664–1685      | Philipp Ludwig (1620–1689) | erster Herzog, Jüngster Sohn von Alexander von Schleswig-Holstein-Sonderburg |
| 1685–1723      | Friedrich (1651–1724)      | Sohn von Philipp Ludwig, Generalmajor in Ungarn, Träger des Elefanten-Ordens |
| 1723–1725      | Leopold (1674–1744)        | geheimer kaiserlicher Rat in Wien                                            |

## Weitere Personen
- Wilhelm Christian von Schleswig-Holstein-Sonderburg-Wiesenburg (1661–1711), kursächsischer Generalmajor